# 頌恩
《頌恩⸺信友歌集》（原版）
是由天主教香港教區彙編的彌撒用歌集，共收錄299首聖歌，1976年八月初版。

其後1982初版的《心頌⸺信友歌集》是原《頌恩》的延續，收錄293首聖歌（編號300至592）。
《頌恩⸺信友歌集》（新版）把原有《頌恩》和《心頌》合二為一，並新增多首傳統和新作的禮儀歌曲，由蔡詩亞神父帶領「天主教香港教區聖樂委員會」重新選曲、編輯和排版，2005年初版。

## 頌恩 (1976)
- 香港天主教教友總會
- 香港公教真理學會

## 心頌 (1982)
- 香港教區禮儀委員會編輯
- 香港公教真理學會出版
- 劉蘊遜神父

## 頌恩 (2005)
《頌恩⸺信友歌集》 蔡詩亞神父帶領聖樂委員會重新選曲、編輯和植譜，2005年，基本上原有的舊版《頌恩》和《心頌》合二為一，並新增多首傳統和新作的禮儀歌曲，如额我略圣歌復活節繼抒詠〈復活讚〉、已故著名填詞人黃霑的讓兒童來近我主等等。

## 外部連結
- 天主教香港教區聖樂委員會 （页面存档备份，存于）